# Jolsostetic
Jolsostetic är en ort i Mexiko.   Den ligger i kommunen Chalchihuitán och delstaten Chiapas, i den sydöstra delen av landet, 700 km öster om huvudstaden Mexico City. Jolsostetic ligger 1 520 meter över havet och antalet invånare är 164.
Terrängen runt Jolsostetic är kuperad österut, men västerut är den bergig. Runt Jolsostetic är det ganska tätbefolkat, med 134 invånare per kvadratkilometer. Närmaste större samhälle är Simojovel de Allende, 17,3 km nordväst om Jolsostetic. Omgivningarna runt Jolsostetic är en mosaik av jordbruksmark och naturlig växtlighet.